# Муханов Сергій Миколайович
Муханов Сергій Миколайович (22 червня 1796 — 19 листопада 1858) — таємний радник, генерал-майор, московський обер-поліцмейстер, харківський і орловський губернатор, перший голова Харківського благодійного товариства.
Походив зі стародавнього дворянського роду, син відставного бригадира, Богородського предводителя дворянства.

28 березня 1814 року вступив на службу юнкером в резервні ескадрони кавалергардського полку.
22 січня 1815 року Муханов був проведений в ест-юнкери, а 18 грудня того ж року отримав перший офіцерський чин. 2 грудня 1817 року підвищений до поручика і 23 грудня призначений ад'ютантом до генерал-ад'ютанта Депрерадовичу. 26 липня 1818 року Муханов переміщений на посаду старшого ад'ютанта 1-ї кірасирської дивізії. 9 листопада 1819 року підвищений до штабс-ротмістра, а в 1822 році став ротмістром.
Брав участь у російсько-турецькій війні. Восени 1828 року він був проведений в полковники. З 26 травня 1829 року по 1 травня 1830 року Муханов був при турецькому посольстві і супроводжував його з Одеси до Петербурга. 6 квітня 1830 року був призначений виконуючим посаду Московського обер-поліцмейстера, з зарахуванням по кавалерії. 8 листопада того ж року підвищений до звання флігель-ад'ютанта.
24 вересня 1833 року Муханов був звільнений за станом здоров'я, з чином дійсного статського радника. Тільки через 2 з половиною роки він вступив на цивільну службу і 10 лютого 1836 року був призначений чиновником особливих дорученні міністерства фінансів, а 20 листопада того ж року був переміщений на посаду члена ради міністра фінансів.
Служба його в міністерстві фінансів тривала близько 5 років, після чого він перейшов в міністерство внутрішніх справ, 12 листопада 1840 року був призначений харківським цивільним губернатором. 15 червня 1842 року Муханов став генерал-майором і призначений військовим губернатором Харкова і харківським цивільним губернатором. 25 лютого 1849 року був призначений військовим губернатором Орла і орловським цивільним губернатором.